# 訃報 1972年5月
訃報 1972年5月（ふほう 1972ねん5がつ）では、1972年（昭和47年）5月中に物故した、又は物故が報じられた人物についてまとめる。

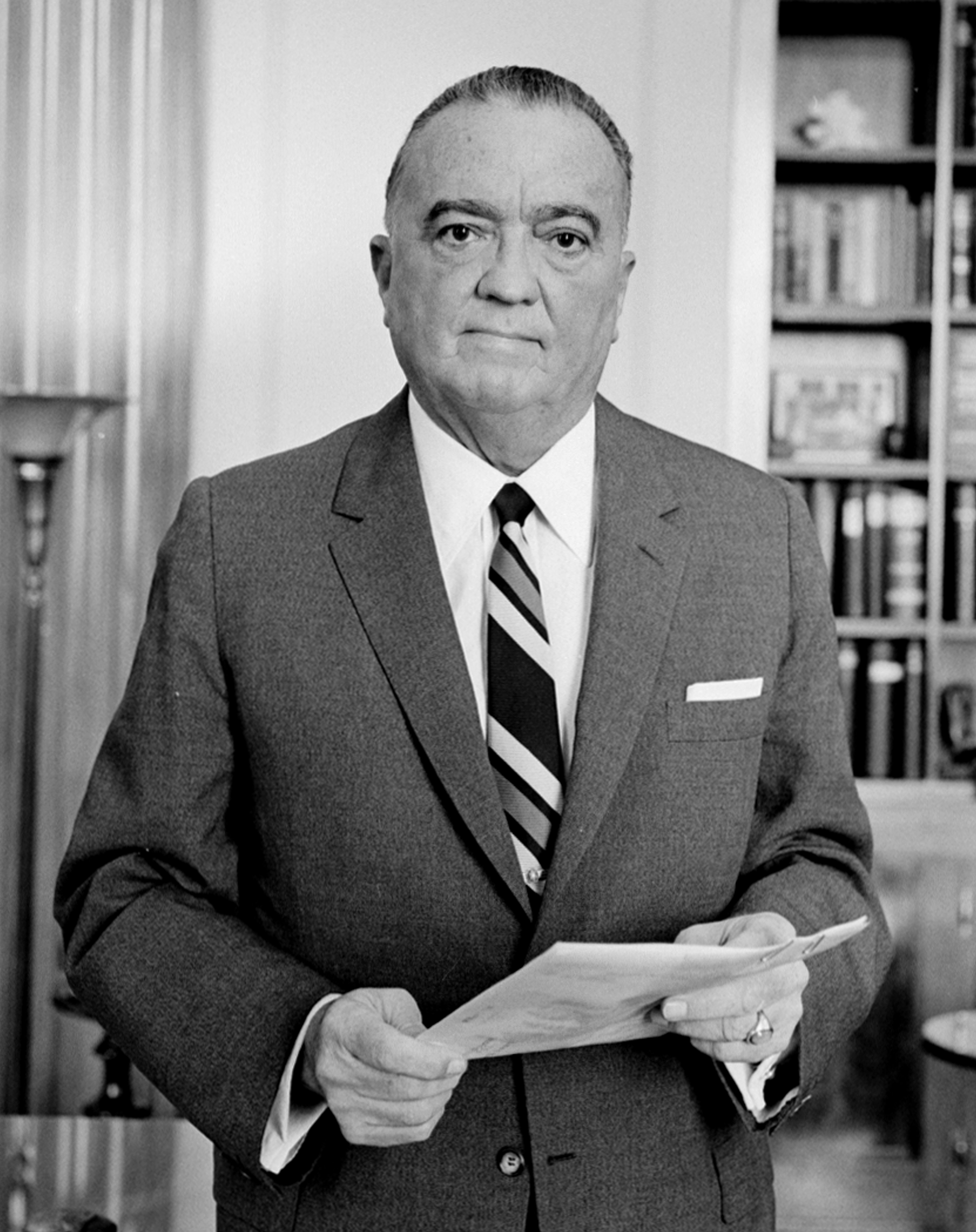
ジョン・エドガー・フーヴァー / 5月2日没

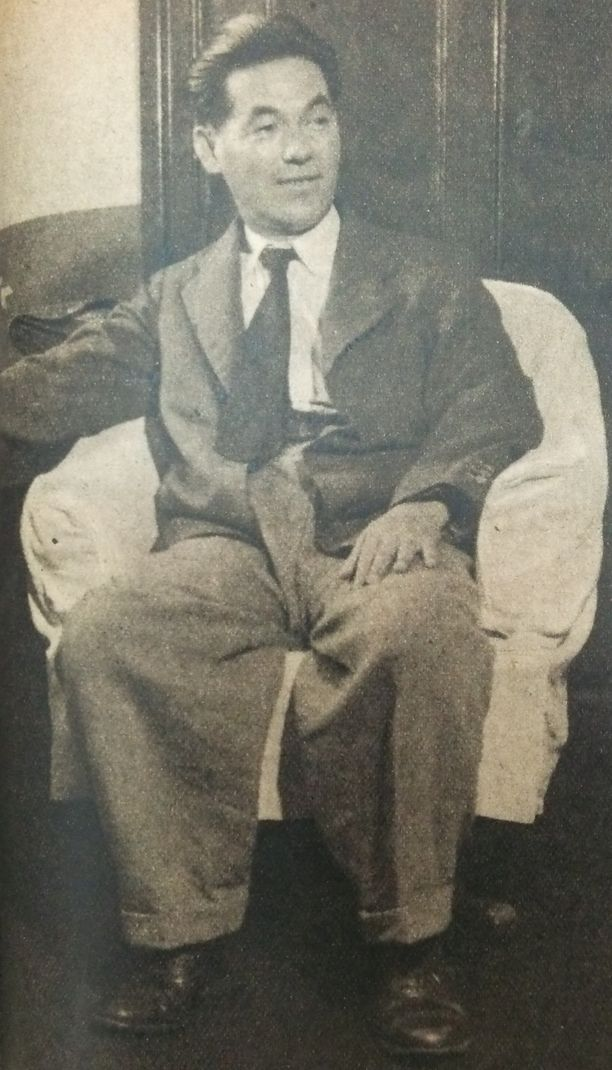
水野成夫 / 5月4日没

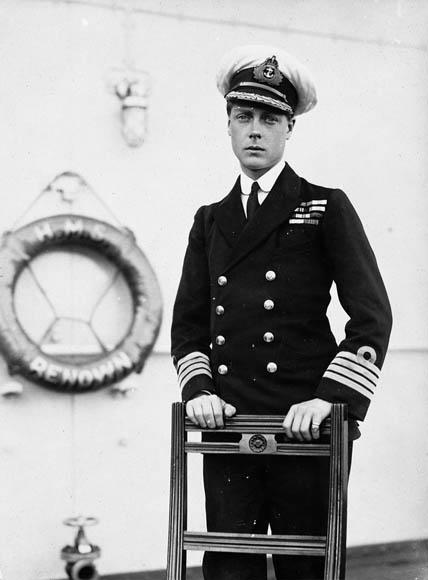
エドワード8世 (ウィンザー公） / 5月28日没

## （1日 - 15日）
- 5月2日 - ジョン・エドガー・フーヴァー、米連邦捜査局長官(* 1895年)
- 5月3日 - 野口猛、作詞家（* 1906年）
- 5月4日 - 鈴木朱雀、日本画家・挿絵画家（* 1891年）
- 5月4日 - 水野成夫、フジテレビ初代代表取締役社長、サンケイアトムズオーナー（* 1899年）
- 5月6日 - 鈴木郁三、実業家・新聞人・出版人・映画プロデューサー（* 1903年）
- 5月7日 - 原菊太郎、政治家（* 1889年）
- 5月8日 - 菊池知勇、教育者・歌人（* 1889年）
- 5月8日 - 砂原格、実業家・政治家（* 1902年）
- 5月8日 - 三浦銕太郎、ジャーナリスト・評論家（* 1874年）
- 5月8日 - 伊東深水、日本画家（* 1898年）
- 5月8日 - 中村雨紅、詩人・童謡作家（* 1897年）
- 5月11日 - 杉田屋守、プロ野球選手（* 1908年）
- 5月12日 - 草間偉、土木工学者（* 1881年）
- 5月15日 - 信太正三、比較哲学者（* 1914年）
- 5月15日 - 川井巌、海軍軍人（* 1896年）

## （16日 - 31日）
- 5月17日 - 田中善内、農業経営者・政治家（* 1892年）
- 5月21日 - 本島百合子、婦人運動家・政治家（* 1907年）
- 5月21日 - 黒木剛一、海軍軍人（* 1894年）
- 5月22日 - セシル・デイ＝ルイス、作家・詩人（* 1904年）
- 5月22日 - マーガレット・ラザフォード、女優（* 1892年）
- 5月24日 - 久保勉、ギリシア哲学者（* 1883年）
- 5月24日 - 加藤栄三、日本画家（* 1906年）
- 5月26日 - 薄田研二、俳優（* 1898年）
- 5月27日 - 山錦善治郎、元大相撲力士（* 1898年）
- 5月28日 - エドワード8世 (ウィンザー公）、元イギリス王（* 1894年）
- 5月28日 - 大矢市次郎、俳優（* 1894年）
- 5月28日 - 小汀利得、ジャーナリスト・時事評論家（* 1889年）
- 5月29日 - モー・バーグ、野球選手（* 1902年）
- 5月29日 - ステパーン・ティモシェンコ、物理学者（* 1878年）
- 5月29日 - 小池正朝、泌尿器科学者・医学博士（* 1892年）
- 5月30日 - 奥平剛士、新左翼運動家（* 1945年）
- 5月31日 - 土橋勇逸、陸軍軍人（* 1891年）
- 日付不明 - 青戸辰午、弁護士・政治家（* 1897年）